# Polowanie na milionera
Polowanie na milionera (hiszp. Cazando a un millonario) – telenowela peruwiańska z 2001 roku wyprodukowana przez Iguana Producciones licząca 120 odcinków. W rolach głównych wystąpili Diego Bertie i Fabiola Colmenares.

## Fabuła
Eva i Felipe poznają się i pobierają podczas telewizyjnego show. Eva, odpowiedzialna młoda kobieta, prowadzi nowoczesną rodzinną firmę cateringową. Pęka jej serce, gdy odkrywa, że jej narzeczony Eduardo kłamie, jest hazardzistą i okrada jej rodzinny interes doprowadzając go upadku. Felipe, przystojny playboy z rodziny milionerów, podejmuje złe finansowe decyzje marnotrawiąc tym samym dziedziczoną fortunę i zaciągając ogromne długi.
W telewizji rozpoczyna się akurat emisja programu "Polowanie na milionera". Celem show jest znalezienie kawalera-milionera, który musi wybrać jedną z pięciu uczestniczek na swoją żonę. Najlepszą częścią teleturnieju jest nagroda, którą otrzymuje panna młoda – 100 tysięcy dolarów.
W kilka dni po premierowym odcinku show producenci wciąż nie mogą znaleźć bogatego kandydata, który chciałby wybrać żonę w ten sposób. Dowiedziawszy się o tym Gustavo, najlepszy przyjaciel i wspólnik Felipe, namawia go do wzięcia udziału w teleturnieju, ukrywając przed producentami faktyczny stan finansów playboya. Sugeruje, że duża nagroda pieniężna w ręku pozwoli Felipe zainwestować te pieniądze sprytnie i szybko powrócić do poprzedniego poziomu życia. Doradza również przyjacielowi, by wybrał uczestniczkę, która wydaje się słodka i, hm, głupia – tym łatwiej będzie nakłonić ją do oddania pieniędzy mężowi.
Eva czuje się upokorzona sytuacją, ale bankructwo rodziny skłania ją do wzięcia udziału w teleturnieju. Idąc za radą swej przyjaciółki Valentiny, Eva decyduje się zagrać pokorną, słodką i uległą. Zmienia sposób ubierania się i makijaż, aby w ten sposób odróżnić się od pozostałych, agresywnych i pazernych uczestniczek teleturnieju.
Felipe wybiera Evę, a ślub odbywa się na oczach całego kraju. Ale młoda para przeoczyła reguły gry, które wymagają wspólnego życia przynajmniej przez rok przed otrzymaniem nagrody pieniężnej. Przez cały ten decydujący rok rodzi się między bohaterami głębokie uczucie. Zagrożeniem są Eduardo i Valentina, którzy chcą zniszczyć przypadkiem odnalezione przez Evę i Felipe szczęście.

## Obsada
- Diego Bertie – Felipe
- Fabiola Colmenares – Eva
- Denisse Dibos – Carolina
- Alberto Isola – Paco Alonso
- Els Vandell – Gina Alonso
- Paul Vega – Eduardo Zamora
- Evelyn Santos – Valentina Zuloaga
- Yahaira Orta – Asuncion
- Denisse Dibos – Carolina
- Jesus Delaveaux – Pedrito
- Erika Villalobos – Silvia
- Gonzalo Reboredo – Miguel
- Fernando de Soria – Wilmer
- Cecica Bernasconi – Mimi
- Fiorella Cayo – Alicia
- Carlos Carlin – Gustavo
- Rodrigo Sanchez Patino – Guillermo
- Ines Cerdena – Lorena
- Miriam de Lourdes – Gisella
- Matias Brito – Roberto
- Mercy Bustos – Menchu
- Cecilia Monserrate – Chenchu